# 喜多尾道冬
喜多尾 道冬（きたお みちふゆ、1936年12月1日 - ）は、日本のドイツ文学者、音楽評論家。中央大学名誉教授。

## 経歴・人物
和歌山県出身。1955年、静岡県立静岡高等学校卒業。静岡大学文理学部独文科卒業。1962年、東京大学大学院修士課程修了。静岡大学講師、助教授、東京教育大学助教授、中央大学経済学部助教授、教授。2007年、定年退職。中央大学名誉教授。1990年ごろから『レコード芸術』などに音楽評論を執筆。クラシック音楽関係の翻訳多数。

## 著書
- 『フェルメール 窓からの光』講談社 1985年
- 『気球の夢 空のユートピア』朝日新聞社 1996年
- 『シューベルト』朝日選書 1997年
- 『音楽の悪魔 デーモンに魅入られた作曲家たち』音楽之友社 2001年
- 『ムーサの贈り物 絵画・詩・音楽の出会うところ ドイツ編』音楽之友社 2005年
- 『ムーサの贈り物 絵画・詩・音楽の出会うところ. フランス/スペイン/オランダ/ベルギー編』音楽之友社 2007年
- 『ムーサの贈り物 3 聖女・悪女伝説 神話/聖書編』音楽之友社 2008年
- 『ムーサの贈り物 4 聖女・悪女伝説 伝説/歴史編』音楽之友社 2008年

### 翻訳
- ヴィルヘルム・エムリヒ『カフカの形象世界』尾住秀雄等訳 喜多尾編 審美社 審美文庫 1973年
- ハインツ・ポーリツァー他『カフカとその周辺』尾住秀雄、佐藤俊一郎、花輪光、原田武雄共訳 審美社 審美文庫 1974年
- ベーダ・アレマン『カフカの「審判」』審美社 審美文庫 1975年
- ルートヴィヒ・グローテ編『クレー回想』佐藤俊一郎共訳 審美社 審美文庫 1976年
- マルセル・ブリオン『シューマンとロマン主義の時代』須磨一彦共訳 国際文化出版社 1984年
- アト・ド・フリース『イメージ・シンボル事典』山下主一郎、荒このみ、上坪正徳、深沢俊、川口紘明、栗山啓一、竹中昌宏、福士久夫、湯原剛共訳 大修館書店 1984年
- ロベルト・シューマン、クラーラ・シューマン著 ハンス＝ヨーゼフ・オルタイル編『愛の手紙』須磨一彦、荒木詳二共訳 国際文化出版社 1986年
- ヴァルター・デュル『19世紀のドイツ・リート その詩と音楽』音楽之友社 1987年
- アリス・M.ハンスン『音楽都市ウィーン その黄金期の光と影』稲垣孝博共訳 音楽之友社 1988年
- ヴェルナー・ヴォルフ『ブルックナー 聖なる野人』仲間雄三共訳 音楽之友社 1989年
- ベルント・W.ヴェスリング『マーラー 新しい時代の予言者』稲垣孝博、林捷共訳 国際文化出版社 1989年
- ドナルド・ミッチェル『マーラーさすらう若者の時代』音楽之友社 1991年
- ドナルド・ミッチェル『マーラー角笛交響曲の時代』音楽之友社 1991年
- ハンス＝フーベルト・シェンツェラー『フルトヴェングラーの生涯 偉大な音楽家の肖像』音楽之友社 1992年
- 『ヴォルフ歌曲選集 高声用＝原調版』1-2 川村英司編集・校訂 喜多尾対訳 全音楽譜出版社 1998年-1999年
- フランツ・エンドラー『ヨハン・シュトラウス 初めて明かされたワルツ王の栄光と波瀾の生涯』新井裕共訳 音楽之友社 1999年
- ノーマン・レブレヒト『だれがクラシックをだめにしたか』斎藤道彦、田崎研三、稲垣孝博共訳 音楽之友社 2000年
- 『ヴォルフ歌曲選集 中声用』1-2 川村英司編集・校訂 喜多尾対訳 全音楽譜出版社 2000年-2002年
- ルーペルト・シェトレ『指揮台の神々 世紀の大指揮者列伝』音楽之友社 2003年
- ルーペルト・シェトレ『舞台裏の神々 指揮者と楽員の楽屋話』音楽之友社 2004年
- 『私が独裁者？モーツァルトこそ！ チェリビダッケ音楽語録』シュテファン・ピーンドル、トーマス・オットー編 音楽之友社 2006年
- アレクサンダー・ヴェルナー『カルロス・クライバー ある天才指揮者の伝記』広瀬大介共訳 音楽之友社 2009年-2010年

## 論文
- <喜多尾道冬